# Combat de Talahandak (2020)
Pour les articles homonymes, voir Combat de Talahandak.
Guerre du Mali
Batailles
Le combat de Talahandak se déroule le 3 juin 2020 pendant la guerre du Mali. Le raid aboutit à la mort d'Abdelmalek Droukdel, le chef d'Al-Qaïda au Maghreb islamique (AQMI).

## Prélude
Le 1er juin 2020, après avoir reçu l'aide de renseignements américains, les forces françaises de Barkhane apprennent qu'une cible d'intérêt se trouve dans la région de Tessalit,,. Après l'opération, l'état-major français déclarera : « Cela faisait deux jours – par des signaux électromagnétiques – que l’on savait qu’une cible d’intérêt était dans la région ». L'opération est lancée « après un travail d’appui mutuel de sources de renseignement pour avoir, dans la journée [du 3 juin] le visuel sur un objectif ».

## Déroulement
Le groupe de djihadistes repérés est constitué de cinq hommes : Abdelmalek Droukdel, chef d'Al-Qaïda au Maghreb islamique ; Toufik Chaïb, haut cadre d'AQMI chargé de la propagande et de la coordination du Groupe de soutien à l'islam et aux musulmans, et trois Maliens,,. Ils arrêtent leur véhicule blanc à l'abri d’un amas rocheux et montent un bivouac dans l'oued de Ourdjane, à une distance de deux à cinq kilomètres au sud du village de Talahandak, lui-même situé à 80 kilomètres à l'est de la ville de Tessalit et à 20 kilomètres de la frontière algérienne,. Selon l'AFP, Talahandak est « un carrefour pour les transporteurs routiers qui y attendent parfois plusieurs semaines l'ouverture de la frontière avec l'Algérie », ainsi qu'« un haut lieu du trafic de migrants au Sahara, selon un membre du groupe d'experts de l'ONU »
Le raid est lancé dans l'après-midi par une quinzaine de commandos appuyés par deux hélicoptères de transport Caracal, un hélicoptère Tigre, un hélicoptère Gazelle et un drone MQ-9 Reaper,,,,. En raison des conditions météorologiques, les commandos agissent au sol. Contrairement aux habitudes, le raid est mené en plein jour.
Lorsque le combat s'engage, les djihadistes fuient dans toutes les directions, puis se cachent entre les rochers et ouvrent le feu sur les soldats français,,. Les combattants s'affrontent, séparés par quelques mètres. Selon RFI, Droukdel aurait peut-être été tué par un drone, cependant l'état-major français ne reconnaît aucun tir de drone. L'opération s'achève dans la soirée.

## Pertes
Quatre djihadistes sont tués au cours du raid, dont Abdelmalek Droukdel et Toufik Chaïb, tandis qu'un jeune chauffeur Malien se rend sans combattre,,,. Les corps sont enterrés sur place,,. Des téléphones et un ordinateur sont saisis. Les forces françaises ne déplorent quant à elles aucun blessé.

## Réactions
Le 5 juin 2020, la ministre des Armées Florence Parly, annonce depuis son compte Twitter la mort du chef d'AQMI et déclare que : « Ce combat essentiel pour la paix et la stabilité dans la région vient de connaître un succès majeur »,. Le Commandement des États-Unis pour l'Afrique (AFRICOM) indique avoir eu confirmation de la mort du chef d'AQMI par ses propres moyens. Selon le journaliste Wassim Nasr, la mort de Droukdel est également confirmée par des sources au sein d'AQMI. AQMI reconnaît effectivement la mort de son chef dans un communiqué publié le 18 juin,.
L'armée française déclare ignorer depuis combien de temps Abdelmalek Droukdel se trouvait au Mali. Le journaliste Wassim Nasr déclare que selon des sources d'AQMI, Droukdel se rendait à une réunion avec Iyad Ag Ghali, le chef du Groupe de soutien à l'islam et aux musulmans. Le Monde indique que selon une source officielle française : « Cela ne faisait pas longtemps qu’il était au Mali. Sans savoir s’il s’agissait d’un mouvement contraint par les événements en Algérie ou si cela était délibéré et donc en cohérence avec leur logique de développement, nous avions depuis un mois des informations que l’état-major d’AQMI redescendait vers le nord du Mali. Cela a amené Droukdel à s’exposer ».

## Vidéographie
- [vidéo] Le chef d'Al-Qaïda au Maghreb islamique tué par l'armée française au Mali, France 24, 6 juin 2020.